# Juan Camilo Chaverra
Camilo Chaverra (Cartagena, Bolívar, Colombia; 12 de diciembre de 1992) es un futbolista colombiano que juega de guardameta en el Alianza Fútbol Club de la Categoría Primera A.

## Selección nacional

### Participaciones en Copas del Mundo
| Mundial                     | Sede    | Resultado    | Partidos |
| --------------------------- | ------- | ------------ | -------- |
| Copa Mundial Sub-17 de 2009 | Nigeria | Cuarto lugar | 1        |

## Clubes
- Actualizado de acuerdo al último partido el 19 de octubre de 2024.

| Club                   | País                | Año                 | Partidos |
| ---------------------- | ------------------- | ------------------- | -------- |
| Independiente Medellín | Colombia            | 2008 - 2012         | 6        |
| Valledupar F. C.       | Colombia            | 2013 - 2015         | 67       |
| Unión Magdalena        | Colombia            | 2016                | 13       |
| Cúcuta Deportivo       | Colombia            | 2017 - 2020         | 98       |
| Atlético Bucaramanga   | Colombia            | 2021-2022           | 84       |
| Deportes Tolima        | Colombia            | 2023-2024           | 24       |
| Alianza Valledupar     | Colombia            | 2025-presente       |          |
| Total en su carrera    | Total en su carrera | Total en su carrera | 293      |

## Palmarés

### Campeonatos nacionales
| Título              | Club                   | País     | Torneo            |
| ------------------- | ---------------------- | -------- | ----------------- |
| Categoría Primera A | Independiente Medellín | Colombia | Finalización 2009 |
| Categoría Primera B | Cúcuta Deportivo       | Colombia | Torneo 2018       |